# Гірнича промисловість Нідерландів
Гірнича промисловість Нідерландів
Мінерально-сировинний сектор економіки включає, головним чином, видобуток нафти та газу.

## Окремі галузі
Нафтогазова галузь. Нафтові і газові родовища розробляються Нідерландської нафтовою компанією, створеною концернами «Ройял Датч Шелл» і «Ессон». У 1996 було видобуто 2,2 млн т нафти, що майже вдвічі перевищувало рівень 1978. Проте за рахунок місцевої нафти задовольняється лише незначна частина потреб країни. Видобуток сирої нафти в 2001 р становить 1,63 млн м³ (1,71 млн м³ в 2000).
В Н. розвинута нафтохімічна промисловість, яка включає очищення і переробку нафти. Потужність нафтоперегінних заводів різко зросла у 1960-ті роки. В 1990-х рр. бл. 90% місцевої та імпортної нафти обробляється в Пернісі поблизу Роттердаму. У 1993 було перероблено понад 2,6 млн т нафти.
Видобуток природного газу в 1994 становив 84 млрд м³, що в десять разів більше, ніж в 1978. У 1996 було видобуто 2,8 млн т газу, більша частина якого експортувалася. За рахунок газу задовольняється приблизно половина енергетичних потреб країни (51,8% в 1996).
У 2001 видобуток природного газу склав бл. 72.9 млрд м³ (у 2000 бл. 67.8 млрд м³). На цьому рівні видобуток планується зберегти до 2015. Компанія Nederlandse Aadolie Maatschappji (NAM), якою володіють Shell та Esso, продукує бл. 75% природного газу.
Вугільний сектор. Видобуток вугілля протягом 1960-х років його скорочувався, а в 1974 і зовсім припинився. Велику роль в цьому зіграли перехід багатьох промислових технологій на рідке паливо і відкриття родовищ нафти і природного газу.
Чорна металургія. Власної сировинної залізорудної бази Н. не мають, проте створили вітчизняну чорну металургію. Після Першої світової війни було засноване невелике металургійне підприємство «Хоховенс» в Велсені, що випускало чавун і сталь. Пізніше на узбережжі країни з'явилися нові металургійні підприємства, що базуються на рудах з високим вмістом заліза, які імпортують з Франції і Швеції. Завод «Хоховенс» налагодив зв'язки з підприємствами Рурського басейну, що дозволило удосконалити власне виробництво. Обсяг металургійної продукції Нідерландів невеликий: в 1993 було вироблено 5,5 млн т сталі і 3,7 млн т прокату.
Олов'яна індустрія. В середині XX ст. і пізніше Н. були однією з провідних країн світу по виробництву олова, яке розвивалося на базі імпорту сировини з колишньої колонії Індонезії. У 1967 Нідерланди займали 4-е місце у світі по виробництву олова, але у 1972 воно було повністю припинене.
Алюмінієва промисловість у XX ст. розвивалася швидкими темпами: виробництво цього металу в 1967 становило 32,5 тис. т, в 1976–255 тис., в 1994–405 тис. т. Наприкінці XX ст. Нідерланди — один з головних постачальників алюмінію на світовий ринок.
Видобуток солі здійснюється на сході і півночі країни. В цій галузі працюють дві компанії — Akzo Nobel Salt та Frisia разом продукують 5.72 млн т солі. Akzo Nobel виробляє бл. 80%, а Frisia — 20% солі. В 2001 в країні видобуто 228 тис. т магнієвих солей.
Переробка іншої мінеральної сировини. На початку XXI ст. в країні виробляється бл. 215–216 тис. т цинку (компанія Budel Zink). Ця ж компанія виробляє бл. 315 тис. т сірчаної кислоти, 700 т кадмію, бл. 750 т міді і 25 т кобальту.